# 待っていてね/Magical Way/Guardian Star
「待っていてね／Magical Way／Guardian Star」（まっていてね／マジカル・ウェイ／ガーディアン・スター）は、2005年11月23日にリリースされた尾崎亜美の36作目のシングル。発売元はPASSION/コロムビアミュージックエンタテインメント。

## 概要
尾崎亜美にとって初となるトリプルA面シングル。収録曲は、それぞれドラマの主題歌やアニメーション番組の挿入歌に採用されるなど、3曲全てにテレビ番組のタイアップがついている。
「待っていてね」は、相武紗季が主演したNHK夜の連続ドラマ『どんまい!』の主題歌として使用された。
「Magical Way」は、テレビ朝日系列の紀行番組「にっぽん菜発見 そうだ、自然に帰ろう」のエンディング・テーマとして使用された。
「Guardian Star」は、よみうりテレビ系アニメ「エンジェル・ハート」の挿入歌として使用された。この曲は全編英語詞で歌われている。ちなみに、″Guardian Star″とは″守護星″を意味する。
カップリングには「待っていてね」「Magical Way」のカラオケ・バージョンが収録された。

## 収録曲
| 全作詞・作曲・編曲: 尾崎亜美。 |                            |          |            |      |
| #                              | タイトル                   | 作詞     | 作曲・編曲 | 時間 |
| 1.                             | 「待っていてね」           | 尾崎亜美 | 尾崎亜美   | 4:07 |
| 2.                             | 「Magical Way」            | 尾崎亜美 | 尾崎亜美   | 3:52 |
| 3.                             | 「Guardian Star」          | 尾崎亜美 | 尾崎亜美   | 3:59 |
| 4.                             | 「待っていてね」(カラオケ) | 尾崎亜美 | 尾崎亜美   | 4:07 |
| 5.                             | 「Magical Way」(カラオケ)  | 尾崎亜美 | 尾崎亜美   | 3:52 |
| 合計時間:                      | 合計時間:                  | 20:09    |            |      |

## 参加ミュージシャン
| 待っていてね - Vocal, Keyboards & Chorus：尾崎亜美 - Drums：山木秀夫 - Bass：小原礼 - Guitars：是永巧一 - Trumpet：西村浩二・荒木敏男 - Trombone：村田陽一 - Sax：山本拓夫 - Synthesizer Programming：木本靖夫 Magical Way - Vocal, Keyboards & Chorus：尾崎亜美 - Drums：沼澤尚 - Bass：小原礼 - Guitars：土方隆行 - Synthesizer Programming：木本靖夫 Guardian Star - Vocal, Keyboards & Chorus：尾崎亜美 - Drums：山木秀夫 - Bass：小原礼 - Guitars：是永巧一 - Percussion：三沢またろう - Synthesizer Programming：木本靖夫 - Translation：JAMES UDESKY |

### 歌詞
- 待っていてね - 歌ネット
- Magical Way - 歌ネット
- Guardian Star(Long Version) - 歌ネット